# Philacra steyermarkii
Philacra steyermarkii là một loài thực vật có hoa trong họ Ochnaceae. Loài này được Maguire miêu tả khoa học đầu tiên năm 1967.